# Benablón
Benablón ist ein Ort in der autonomen Gemeinschaft Murcia in Spanien. Er gehört der Provinz Murcia und dem Municipio Caravaca de la Cruz an. Im Jahr 2015 lebten 166 Menschen in Benablón, von denen 93 männlich und 73 weiblich waren.

## Lage
Benablón liegt etwa 9 Kilometer südwestlich von Caravaca de la Cruz und etwa 84 Kilometer westlich von Murcia.